# Заболотная, Мария Ивановна
Мария Ивановна Заболотная (25 мая 1924 — 16 июля 2011) — передовик советского сельского хозяйства, доярка совхоза «Кулундинский» Кулундинского района Алтайского края, Герой Социалистического Труда (1971).

## Биография
Родилась 25 мая 1924 года на селе Бессоновка, ныне Кулундинского района Алтайского края в крестьянской русской семье. Образование получила неполное.
В 1937 году стала работать подсобным рабочим на кухне в детском саду. В 1939 году пришла работать на ферму в колхоз «Маяк Ильича», через год стала бригадиром животноводческой фермы. Всю Великую Отечественную войну проработала в животноводстве. В 1954 году создан совхоз «Кулундинский», Мария Ивановна перешла работать туда и отработала на этом предприятии 30 лет. Стала мастером доильного производства. Всегда была передовиком сельского хозяйства. Многие годы была лидером по производственным показателям.
Указом Президиума Верховного Совета СССР от 8 апреля 1971 года за получение высоких результатов в сельском хозяйстве и рекордные показатели в животноводстве Марии Ивановне Заболотной было присвоено звание Героя Социалистического Труда с вручением ордена Ленина и золотой медали «Серп и Молот».
Продолжала и дальше трудиться в сельском хозяйстве. С 1980 года на пенсии.
Проживала в посёлке Октябрьский Кулундинского района. Умерла 16 июля 2011 года.

## Награды
За трудовые успехи была удостоена:
- золотая звезда «Серп и Молот» (08.04.1971)
- два ордена Ленина (22.03.1966, 08.04.1971)
- другие медали.